# Cap Pinède
Le Cap Pinède est un ancien cap maritime situé au nord de la rade de Marseille. Il est progressivement arasé à la fin du XIXe siècle et au début du XXe lors de l’aménagement du port et la construction d’une centrale thermique, son altitude passant de 40 m à moins de 10 m. Ce secteur du quartier d'Arenc (2e arrondissement) est maintenant essentiellement occupé par un important nœud de circulation.

## Histoire du cap et origine du nom
Situé dans la partie nord de la rade de Marseille le cap, dont l'altitude est alors d'environ 40 m, sert de vigie et abrite depuis le XVIIe siècle une batterie encore restaurée au milieu du XIXe siècle. Un relai du télégraphe Chappe de la ligne Paris-Toulon, y est implanté dans les années 1820. Sa pointe est rognée à la fin du XIXe lors de la construction du Bassin de la Pinède dans l’avant-port nord. Il est ensuite nivelé jusqu’à quelques mètres au-dessus du niveau de la mer pour laisser place à la centrale thermique dite du Cap Pinède. Depuis, le cap au sens géographique du terme n’existe plus, mais son nom subsiste pour désigner le secteur du quartier d'Arenc qui correspond à son ancienne emprise au sol,.
Le toponyme du cap proviendrait de celui d'une ancienne possession de l’Église de Marseille, la Pinède de l'Évêque, qui s'étend alors dans le terroir nord de Marseille des Crottes jusqu'aux Aygalades et à Saint-Louis.

## Centrale thermique
De décembre 1855 à décembre 1905 la Compagnie du gaz de Jules Mirès détient le privilège exclusif, accordé par la Ville de Marseille, de distribuer et vendre le gaz d'éclairage produit dans son usine du quartier des Crottes. De ce fait Il n’y a pas à Marseille, hormis pour quelques entreprises, de production et de distribution du courant électrique. Dès l’expiration du monopole la Compagnie d’électricité de Marseille (CEM) achète des terrains au Cap Pinède, à proximité du débouché de la Galerie de la Mer, afin d'y construire une centrale destinée à fournir en électricité toute la ville. Elle va fonctionner avec le lignite acheminé dans la galerie depuis le  bassin minier de Gardanne.
Dans un contexte de concurrence avec l'ex Compagnie du gaz, devenue Société du Gaz et de l’Électricité de Marseille (SGEM), les travaux commencent avant même la signature de l'acte d'achat du terrain. Une partie de l’immense masse de safre et de poudingue constituant le cap est abattue au pic et à la pioche, y compris de nuit à la lumière de lampes à arc. La première unité de la centrale est mise en service dès le 17 décembre 1906. Entre 1928 et 1934, elle va être agrandie puis reconstruite, ce qui nécessite le nivellement d'une autre partie du cap, ainsi que la déviation de la rampe Fraissinet et la suppression d'un tunnel ferroviaire permettant la liaison entre le quai de la Pinède et la gare d'Arenc.
La centrale est définitivement éteinte en 1960, remplacée par celle de Gardanne. Les trois dernières cheminées sont démolies à la boule en 1974 lors de la construction de l'autoroute du littoral. De l’imposante usine, que l’on peut voir dans Le Rendez-vous des quais, film de Paul Carpita réalisé entre 1950 et 1953, et qui a marqué le paysage industriel marseillais, seuls subsistent au no 8 de la rue Cargo-Rhin-Fidelity les monumentaux pavillons d’entrée attribués à l’architecte Joseph Madeline,.

## Voies de communication
La ligne de L'Estaque à Marseille-Joliette ainsi que l’autoroute du Littoral traversent le site du cap Pinède, dont une grande partie est occupée par un échangeur.
La ligne de L'Estaque à Marseille-Saint-Charles est mise en service en 1891. Elle dessert alors les docks de la Joliette. Au niveau de la gare de l’Estaque elle est raccordée à la ligne PLM ainsi qu’à celle de la Côte Bleue. Elle passe dans un premier temps en tunnel sous le cap, tunnel remplacé ensuite par une simple tranchée dominée par deux réservoirs de 6 000 m3 mis en service en 1918 afin d'approvisionner en eau les locomotives de la gare d'Arenc. Le mur de soutènement de ces réservoirs, dit Muraillement de la Pinède est ensuite percé par le Souterrain d'Arenc, tunnel ferroviaire situé au début de la ligne desservant la gare aux marchandise du Canet.
L'autoroute du littoral va de Marseille à Martigues, son prolongement par la route nationale 568 dessert la Zone Industrialo-Portuaire de Fos-sur-Mer. Au niveau du Cap Pinède un échangeur la relie au chemin du Littoral qui dessert plusieurs portes du port, ainsi qu’a l’axe majeur de transit vers l’autoroute du Soleil constitué par l’avenue du Cap-Pinède et le boulevard du Capitaine-Gèze.